# 布里宰
布里宰（法語：Brizay，法語發音：[bʁizɛ]）是法国安德尔-卢瓦尔省的一个市镇，属于希农区。

## 地理
布里宰（47°6'8"N, 0°24'9"E）面积14.27 平方千米，位于法国中央-卢瓦尔河谷大区安德尔-卢瓦尔省，该省份为法国中西部省份，北起萨尔特省、东北接卢瓦-谢尔省，东南接安德尔省，南至维埃纳省，西临曼恩-卢瓦尔省。
与布里宰接壤的市镇（或旧市镇、城区）包括：利勒布沙尔、莱姆雷、塔旺、特讷伊、拉图尔圣热兰。

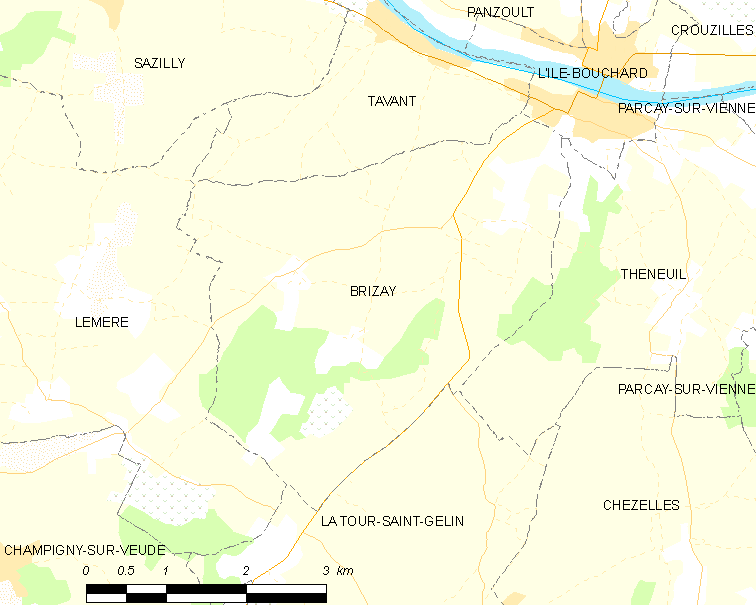
布里宰的OSM定位图

布里宰的时区为UTC+01:00、UTC+02:00（夏令时）。

## 行政
布里宰的邮政编码为37220，INSEE市镇编码为37040。

## 政治
布里宰所属的省级选区为图赖讷地区圣莫尔县。

## 人口

1962-2008年间布里宰人口变化图示

布里宰于2022年1月1日时的人口数量为253人。